# Jawaani Jaaneman
Jawaani Jaaneman (traducida como "Juventud Querida") es una película de comedia dramática en hindi de 2020 dirigida por Nitin Kakkar y producida por Saif Ali Khan, Jackky Bhagnani, Deepshikha Deshmukh y Jay Shewakramani bajo las compañías Pooja Entertainment, Black Knight Films y Northern Lights Films. Basada en una adaptación de la comedia argentina de 2010 "Igualita a mí", la película cuenta con Saif Ali Khan y la debutante Alaya Furniturewala en los papeles principales. La trama gira en torno a Jazz, un agente inmobiliario y amante de la fiesta en Londres, que se enfrenta a la repentina revelación de tener una hija que nunca supo que existía, y además está embarazada. La estrella invitada Tabu también forma parte del elenco. La película se estrenó en los cines de la India el 31 de enero de 2020 y recibió críticas positivas.

## Elenco
- Saif Ali Khan como Jaswinder "Jazz" Singh, padre de Tia y exnovio de Ananya.
- Tabu como Ananya Singh, la madre de Tia y exnovia de Jazz.
- Alaya F como Tia Singh, hija de Jazz y Ananya y novia de Rohan.
- Kubbra Sait como Rhea, la mejor amiga y estilista de Jazz.
- Chunky Pandey como Rajendra "Rocky" Sharma, el mejor amigo del Jazz
- Kumud Mishra como Dimpy Singh, el hermano mayor de Jazz.
- Farida Jalal como la madre de Jazz
- Shavinder Mahal como el padre de Jazz
- Kamlesh Gill como la Sra. Mallika
- Dante Alexander como Rohan, el novio de Tia.
- Kiku Sharda como Dr. Kriplani
- Rameet Sandhu como Tanvi
- Diljohn Singh como Grover, cliente de Jazz
- Té Wagner como Kiara

## Producción

### Desarrollo
En octubre de 2018, Saif Ali Khan fundó una nueva productora llamada "laa" con el propósito de coproducir la película "Jawaani Jaaneman" junto a Jay Shewakramani. Saif tenía la intención de llevar a cabo un proyecto innovador en un género alternativo. En un comunicado, expresó: "Esto va a ser lo más emocionante posible. Jay y yo hemos estado planeando esto desde hace un tiempo y con 'Jawaani Jaaneman' encontramos el proyecto adecuado para producir juntos". La película marca el debut de Alaya F, la hija de la actriz Pooja Bedi, quien interpreta el papel de la hija del personaje de Saif Ali Khan. Tabu también fue elegida para realizar una aparición especial extendida en la película. Khan se sometió a una pérdida de peso para encajar en el papel de un padre de 40 años.

### Rodaje
La filmación de la película comenzó en la segunda semana de junio de 2019, con la filmación principal realizada en Londres. Alaya completó la filmación del primer programa en agosto de 2019. Finalmente, la película concluyó su rodaje el 24 de agosto de 2019.

## Lanzamiento
La película fue lanzada el 31 de enero de 2020.

### Taquillas
En su día de estreno, Jawaani Jaaneman recaudó 3,24 millones de rupias en la taquilla nacional. En el segundo día, la película ganó 4,55 millones de rupias, y en el tercer día, recaudó 5,04 millones de rupias, lo que llevó a una recaudación total de 12,83 millones de rupias en su primer fin de semana de estreno.
Hasta el 13 de marzo de 2020, la película ha recaudado un total de 34,50 crore en la India y 10,27 crore en el extranjero, lo que suma una recaudación bruta mundial de 44,77 crore.

## Banda sonora
La música de la película ha sido creada por Gourov-Roshin, Tanishk Bagchi y Prem-Hardeep. Las letras de las canciones fueron escritas por Preet Harpal, Mumzy Stranger, Shabbir Ahmed, Devshi Khanduri y Shellee.
La canción "Gallan Kardi" es una adaptación de la canción "Dil Luteya", cuya letra fue escrita por Preet Harpal, compuesta por Sukshinder Shinda y cantada por Jazzy B y Apache Indian.
La canción "Ole Ole 2.0" de la película Yeh Dillagi (1994) fue originalmente compuesta por Dilip Sen y Sameer Sen, con letra de Sameer Anjaan y voz de Abhijeet Bhattacharya. En la versión renovada, fue recreada por Tanishk Bagchi con Shabbir Ahmed encargado de escribir la nueva letra.